# Adelard
Adelard – imię męskie pochodzenia germańskiego, złożone z członów: æðel – „szlachetny, wysoko urodzony” i hard – „dzielny, silny”. Patronem tego imienia jest św. Adelard, zm. w 827 roku.
Adelard imieniny obchodzi 2 stycznia.